# ميثانات نارية
الميثانات النارية (الاسم العلمي: Methanopyraceae) هي فصيلة من العتائق تتبع رتبة الميثانيات النارية من الطائفة الميثانانية النارية.

## أجناس
- ميثانية نارية